# Juan Pablo Villa
Juan Pablo Villa (Ciutat de Mèxic, 1975) és un músic, compositor i intèrpret mexicà, que centra la seva obra en la improvisació vocal, el jazz, free jazz i la música de cambra. Sap tocar el piano, el acordió, el matòfon, la guitarra i maneja la veu amb influències de cants com l'inuit, mongol, multifònic, cardenche i atonal, buscant la improvisació i exploració vocal amb l'ús de processadors multiefectes i objectes. La seva proposta musical és poc convencional i complexa i s'integra dins d'un corrent d'avantguarda musical a Mèxic que busca expandir les possibilitats sonores.

## Trajectòria
En els seus inicis, entre 1997 i 2000, Vila va manejar una proposta basada en cançons amb veu i guitarra, fent-se populars en l'ambient de la rola i la trova mexicana els seus temes Gente muere, Hombre ballena i Tierra de sueños. En aquesta etapa grava el disc Toricántaros al costat de Germán i Francisco Bringas, els qui instrumenten les seves cançons amb la influència de la música oriental i el free jazz. En aquesta gravació ja es percep la tendència esdevenidora dels treballs del compositor, incloent-hi improvisacions d'alens i percussions en aquest, allunyant-se del seu estil inicial.

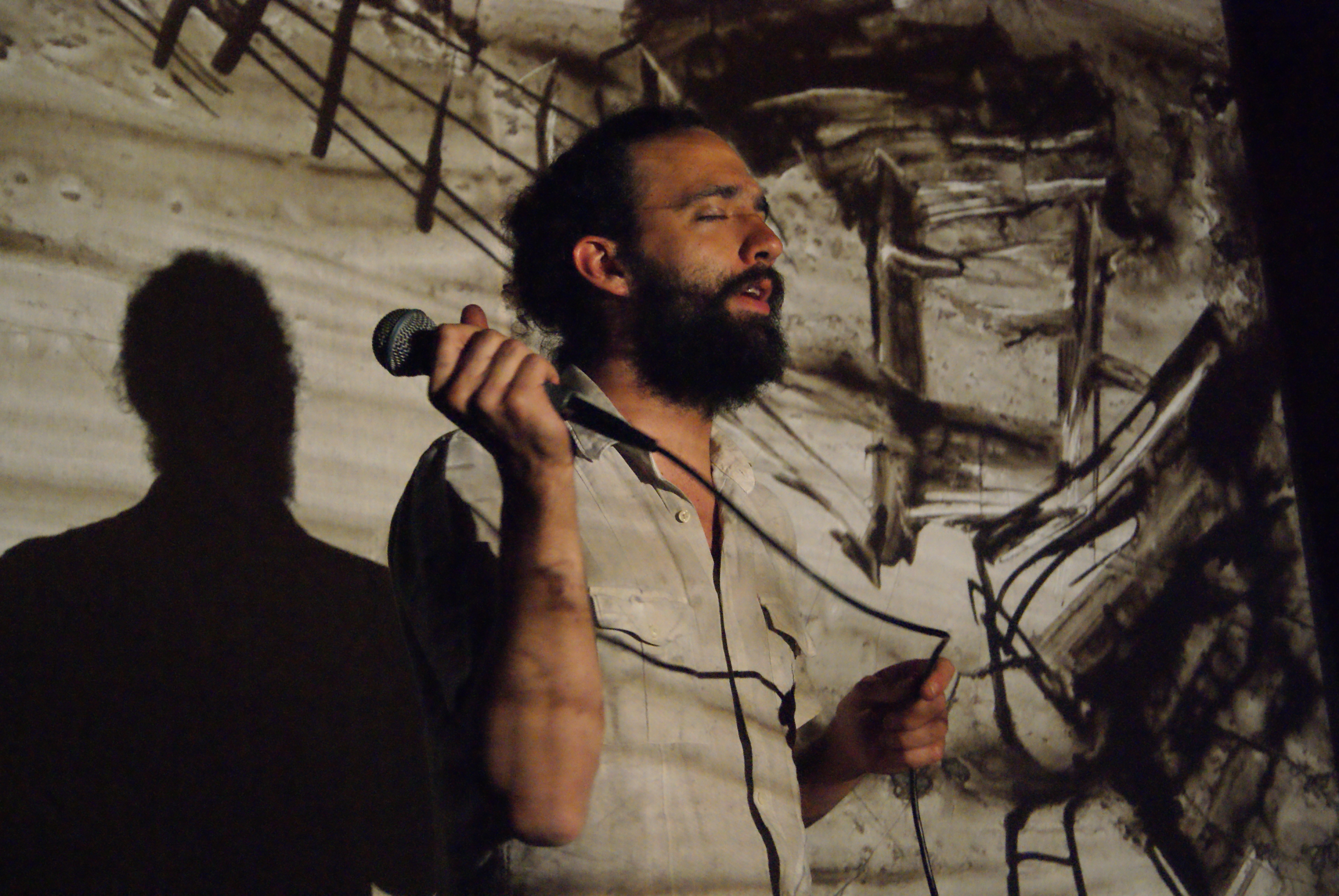
Juan Pablo Villa amb Arturo López “Pío” (Cine a mano) a Puebla

En el seu següent disc Ya y Li va augmentar les seves capacitats vocals i va substituir la guitarra pel piano com a instrument, incursionando en la composició de música més acadèmica i en la improvisació, presentant una suite per a piano, guitarra i veu acompanyat dels músics Francisco Bringas i Fernando Vigueras.
Després de realitzar diversos estudis vocals i recerca en propostes vocals tant contemporànies -com Mike Patton o Phil Minton- com a tradicionals que ocupen la veu com a element primordial: el katajjaq dels inuit d’Alaska i el Canadà, el cant harmònic i multifònic dels mongols i el cant cardenche dels pagesos mexicans de Sapioriz, Durango, amb els qui fins i tot va conviure i els va mostrar les seves versions.
A partir de llavors es va concentrar en la improvisació vocal, condensant el seu treball en el disc La gruta de baba en el qual va utilitzar loopers i multiefectes per a duplicar i triplicar la seva veu com a forma d'instrumentació de les seves peces, tractant d'obtenir sons a partir de la modulació vocal i l'ús d'objectes com un matòfon o tubs de plàstic. mb aquesta tècnica realitza presentacions regulars, ja sigui de manera solista o en interaccions creatives com musicalizaciones per a pel·lícules, o amb altres artistes com els poetes Mardonio Carballo i Ricardo Castillo.
En 2011 va participar en la inauguració de la Cambra Lambdoma del Cárcamo de Dolores.

## Discografia
- Tierra de sueños (Demo, 1998)
- Toricántaros (Jazzorca Records, 1999)
- Juan Pablo Villa, cançons per guitarra i veu (Producción independiente, 2002)
- Ya y Li, suite per piano, guitarra i tabla (Ediciones Pentagrama, 2004)
- Un pájaro en el alambre (Producción independiente, 2006)
- La gruta de baba (Intolerancia, 2007)

### En col·laboració
- Alejandro Chávez, Mauricio Díaz, Juan Pablo Villa (Producción independiente, 2003)
- Vientos y lugares, en col·laboració amb Refree i Cabezas de Cera, 2008.
- Xolo, en col·laboració amb Mardonio Carballo, 2012.